# Inženirska akademija Slovenije
Inženirska akademija Slovenije (kratica IAS) je nacionalna akademija, ki združuje voljene člane iz tehniških ved javne raziskovalne sfere, gospodarstva in tehnološkega razvoja. IAS in SAZU sta edini slovenski nacionalni akademiji.
Predhodnik IAS je bilo društvo SATENA. Državni zbor Republike Slovenije je Zakon o Inženirski akademiji Slovenije (ZIAS) sprejel na svoji seji 23. novembra 2006. Ustanovitelji so se zgledovali po ameriški Nacionalni inženirski akademiji (NAE), ki je bila ustanovljena leta 1964.
Prvi predsednik Inženirske akademije Slovenije je bil Janez Peklenik. Med soustanovitelji IAS sta še Matjaž Gams in Franc Vodopivec. Trenutni predsednik je Matjaž Mikoš.
Doslej je so bili imenovani tudi naslednji častni člani IAS: Janez Peklenik (ustanovitelj IAS), Dušan Petrač, Joe Sutter, France Rode. Sunita Williams, Duncan Haldane, Ronald Sega in Zvonko Fazarinc.